# 村上直次郎
村上 直次郎（むらかみ なおじろう、1868年2月26日（慶応4年2月4日） - 1966年（昭和41年）9月17日）は、明治時代から昭和時代にかけての日本の歴史学者。文学博士。帝国学士院会員、勲一等瑞宝章受章。日欧通交史、日本・東南アジア関係史の権威。

## 経歴
豊後玖珠（大分県玖珠町）出身。1878年（明治11年）から1884年（明治17年）の6年間を同志社英学校に学び、同余科（神学科）卒業後は東京府に移る。第一高等学校を経て1895年（明治28年）帝国大学文科大学史学科を卒業。その後東京帝国大学講師、東京外国語学校（現：東京外国語大学）校長、東京音楽学校（現東京芸術大学音楽学部）校長、台北帝国大学文政学部長、上智大学第4代学長などを歴任。

## 栄典
- 1912年（大正元年）12月18日 - 勲四等瑞宝章[1]
- 1916年（大正05年）7月31日 - 従四位[2]
- 1934年（昭和09年）12月18日 - 勲一等瑞宝章[3]
- 1940年（昭和15年）8月15日 - 紀元二千六百年祝典記念章[4]
- 1964年（昭和39年）11月3日 - 銀杯[5]

## 著作
単著

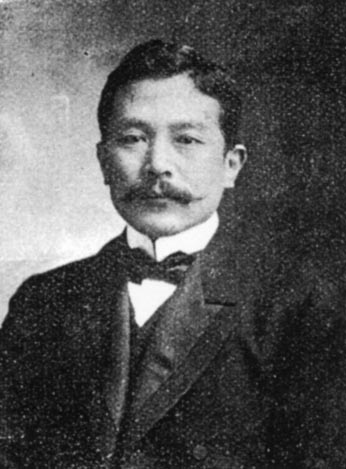
村上直次郎

- 『日蘭三百年の親交』冨山房、1915年（大正4年）
- 『貿易史上の平戸』日本学術普及会、1917年（大正6年）
- 『日本と葡萄牙』改造社、1942年（昭和17年）
- 『日本と比律賓』朝日新聞社、1945年（昭和20年）

翻訳・校訂
- 『異国日記抄 校註』三秀舎 1911年（明治44年）
- 『耶蘇会士日本通信』異国叢書 聚芳閣、1927年（昭和2年） - 1928年（昭和3年）、のち雄松堂「異国叢書」
- 『異国往復書翰集・増訂異国日記抄』異国叢書 駿南社、1929年（昭和4年）、のち雄松堂 同
- 『耶蘇会士日本通信 豊後篇』帝国教育会出版部、1936年（昭和11年）
- 『ドン・ロドリゴ日本見聞録 ビスカイノ金銀島探検報告』駿南社、1929年（昭和4年）、のち雄松堂 同
- 『バタヴィア城日誌』日蘭交通史料研究会、1937年（昭和12年）、のち平凡社〈東洋文庫〉全3巻
- 『出島蘭館日誌』オランダ東インド会社長崎商館編 文明協会 1938年（昭和13年）  
  - 『長崎オランダ商館の日記』岩波書店、1956年（昭和31年） - 1958年（昭和33年）
- 『蘭領印度史』A. J. エイクマン, F. W. スターペル 原徹郎共訳 東亜研究所、1942年（昭和17年）
- 『六昆王山田長政』編訳、朝日新聞社、1942年（昭和17年）
- 『耶蘇会の日本年報』拓文堂 1943年（昭和18年） - 1944年（昭和19年）、のち『イエズス会日本年報』雄松堂
- 「山田長政」J. ファン・フリート『世界ノンフィクション全集29』筑摩書房、1962年（昭和37年）

## 関連文献
- キリシタン文化研究会編 『キリシタン研究』第12輯、吉川弘文館、1967年3月
- 『キリシタン文化研究会会報』第9年第9号（村上直次郎博士追憶特輯号）、1967年5月
- 『上智史学』第13号（村上直次郎先生追憶号）、上智大学史学会、1968年10月
- 「先學を語る 村上直次郎博士」（東方学会編 『東方学回想 I 先学を語る(1)』 刀水書房、2000年1月、ISBN 4887082460）
- 「日欧交渉史研究のパイオニア : 村上直次郎」（坂東省次著 『スペインを訪れた日本人 : エリートたちの異文化体験』 行路社、2009年6月、ISBN 9784875344155）

| 学職          | 学職                                   | 学職          |
| ------------- | -------------------------------------- | ------------- |
| 先代 藤田豊八 | 台北帝国大学文政学部長 1929年 - 1932年 | 次代 安藤正次 |